# Canto
För andra betydelser, se Canto (olika betydelser).
Canto är en form av indelning i en lång dikt, speciellt en episk. Ordet kommer från italienska med ursprung från latinets cantus och betyder "sång", och har ett korollarium (men inget kognat) i sanskrit kāṇḍa, eller "kapitel." Berömda exempel på episk poesi som använder cantoindelning är Valmikis Ramayana (500 cantos), Dantes Divina Commedia (100 cantos) och Ezra Pounds The Cantos (120 cantos).
Canto inom poesi kallas på svenska "sång".